# プラシド・メイラン
プラシド・アウグスチノ・メイラン（フランス語: Placide Augustino Mayrand, 1866年9月6日 - 1949年11月2日）は、フランスのカトリック教会パリ外国宣教会に所属する神父。ロット県カオール出身。

## 生涯
1866年（慶応2年）9月6日フランスのカホル教区ロット県のクザク村で誕生。父は農耕の仕事をしていた。12歳でグラブの小神学校に入学し、1885年（明治18年）7月27日卒業。同年9月19日パリ外国宣教会の大神学校に入学。1889年（明治22年）9月21日司祭叙階。そののちパリを9月27日出発しマルセイユより出航。1890年（明治23年）1月10日横浜港に到着。1年間宇都宮教会のカディヤック神父を助けながら1891年（明治24年）6月まで日本語を勉強した。1892年（明治25年）10月1日当時神奈川県であった八王子教会への赴任命令を受け、11月10日赴任。八王子を拠点に埼玉、群馬、山梨を巡回。1911年（明治44年）祈祷の使徒会を八王子及び巡回教会で開始。1929年（昭和4年）10月6日八王子教会の伝道館がシャンボン東京大司教により祝別される。同建物にて1930年（昭和5年）本町幼稚園を開園。1936年（昭和11年）7月7日シャンボン大司教の命により、ベトレヘムの園で静養かたがた修道女、病人、子どもたちの指導を開始。起床、祈り、ミサののちベタニア邦人姉妹会（聖ベルナデッタ会）の指導、東星学園の子どもたちへの公教要理指導、病院での慰問と公教要理指導を行う。1939年（昭和14年）11月1日八王子教会にて金祝。1945年（昭和20年）2月より特別高等警察の尋問を終戦数日前まで受ける。1949年（昭和24年）7月3日、司祭叙階60年記念のダイヤモンドの祝いが四谷の聖イグナチオ教会で行われる。明治、大正、昭和にわたり58年間東京、神奈川、埼玉、群馬、山梨に布教して、約6,000人に洗礼を授けた。1949年（昭和24年）11月2日東京にて死去。府中カトリック墓地に埋葬。

## 著書
- 天主公敎會聖年紀要 三才社、1907年[注釈 1]